# Chiesa di San Michele al Monte
La chiesa di San Michele al Monte è un edificio religioso, risalente al X secolo, che si trova presso l'Alpe San Michele, nel comune di Porto Valtravaglia, in provincia di Varese e diocesi di Milano. Significativa testimonianza del Romanico lombardo, in particolare per gli affreschi conservati all'interno.

## Storia e descrizione
Non si conosce la fondazione dell'edificio, forse inizialmente solo una cappella aperta, in quanto la zona absidale risulta essere la più antica. La funzione era di chiesetta d'alpeggio fruibile dalle persone che dimoravano sui monti per seguire il bestiame al pascolo.
L'edificio ad aula è diviso in due campate oblunghe voltate a crociera, che insistono su grossi archi traversali.
L'abside ha murature di notevole spessore (110 cm) e un accurato paramento esterno in pietra che mostra una fascia di pietre posate a spina di pesce. I muri della navata presentano, invece, uno spessore inferiore. 
La semplice facciata a capanna, presenta una porta centrale e una lunetta aperta nel corso del XX secolo. Il campaniletto fu aggiunto nel XIX secolo.

### Decorazione pittorica
Di particolarte interesse sono i resti della decorazione ad affresco altomedioevale. La decorazione absidale è emersa a seguito di restauri eseguiti dopo il 2000. In particolare un san Giacomo e porzioni di altri apostoli sotto le arcate. In controfacciata ai lati della porta si riconoscono tracce di santi vescovi milanesi, tre per parte, tra cui spicca il soggetto con il nome di "Ambrosius". Al di sopra due cherubini,  probabile visione sintetica della guardia angelica del Giudizio Universale, guardano verso il centro della composizione, certamente una teofania, perduta per l'apertura di una finestra moderna, e mostrano tangenze iconografiche con le figure di San Pietro al Monte di Civate. Sul muro destro sopravvive l'immagine delle anime in grembo ai patriarchi, Isacco a sinistra e Abramo al centro sopra una finestra. Nella seconda campata, i tre arcangeli salgono un pendio verso una sorgente da cui fluisce un ruscello rosso. Una figura, definita "Dominicus custos", cappellano, deve rappresentare il restauratore della chiesa e committente del ciclo pittorico, a giudicare dal modellino della cappella che reca nella mano si protende a toccare il piede dell'arcangelo Michele. 
Un velarium a monocromo si estendeva per tutta l'aula al di sotto delle figure.
All'epoca rinascimentale risale invece la Madonna del latte tra i Santi Antonio abate e Bernardo, in buono stato di conservazione, firmata dal pittore locale Guglielmo da Montegrino.